# Jagdstaffel 71
A Jagdstaffel 71, conhecida também por Jasta 71, foi um esquadra de aeronaves da Luftstreitkräfte, o braço aéreo das forças armadas alemãs durante a Primeira Guerra Mundial. A esquadra abateu 8 aeronaves inimigas, incluindo três balões de observação.